# Insiderbrott
Insiderbrott är en form av ekonomisk brottslighet, när någon använder för allmänheten okänd information för egen ekonomisk vinning, ofta i form av aktiehandel eller handel med värdepapper. 
Förövaren (insidern) utnyttjar finansiell information som inte är officiell eller allmänt känd till att köpa eller sälja värdepapper. När informationen blir tillgänglig kan insidern dra nytta av att ha positionerat sig rätt i förhållande till den förväntade kursrörelsen. Insidern kan dömas till fängelse i högst två år.
- En tidigare styrelseledamot i Scanmining har dömts för insiderbrott till fängelse ett år och sex månader.[2]
- I NJA 2008 sidan 292 har Högsta domstolen utrett begreppet insiderinformation och dömt till insidern till villkorlig dom jämte böter.[3]

Anses brottet ringa döms för insiderförseelse till böter eller fängelse i högst sex månader. Är brottet med hänsyn till affärens omfattning och övriga omständigheter grovt, döms för grovt insiderbrott till fängelse i lägst sex månader och högst fyra år. Den som av oaktsamhet begår insiderbrott kan dömas till böter eller fängelse i högst ett år.
Finansinspektionen är den myndighet i Sverige som har tillsynsskyldighet. År 2008 anmäldes 110 fall av misstanke om insiderbrott till åklagare på Ekobrottsmyndigheten. År 2015 hade siffran stigit till 199 anmälningar.

## Lagtext
I lagen (2005:377) om straff för marknadsmissbruk vid handel med finansiella instrument står i § 2:
"Den som får insiderinformation och som för egen eller någon annans räkning, genom handel på värdepappersmarknaden, förvärvar eller avyttrar sådana finansiella instrument som informationen rör döms för insiderbrott till fängelse i högst två år. Detsamma skall gälla den som får insiderinformation och som med råd eller på annat sådant sätt föranleder någon annan att förvärva eller avyttra finansiella instrument som informationen rör genom handel på värdepappersmarknaden."